# Autopista Estatal 7 (Oklahoma)

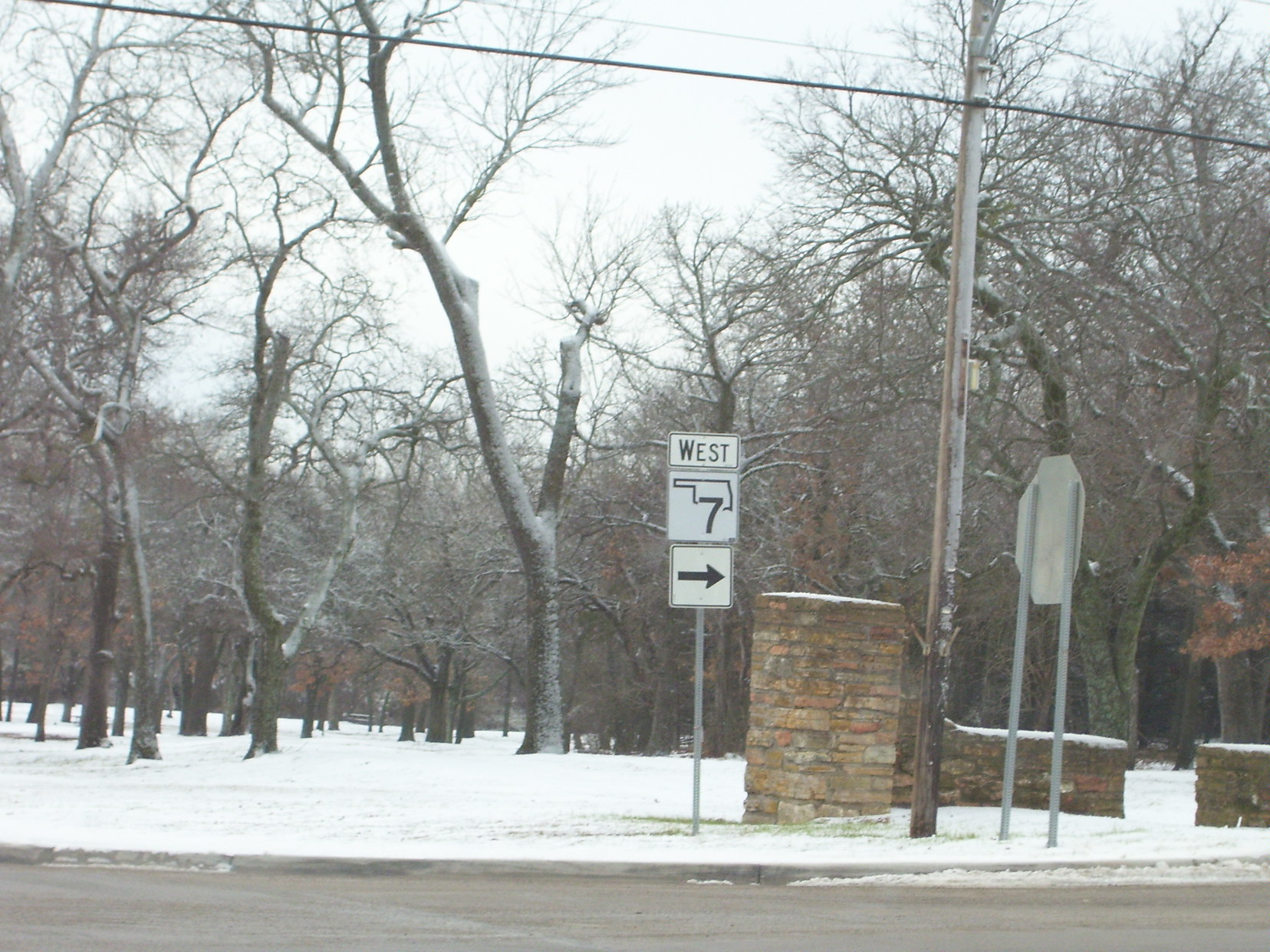
Señalización de la entrada a la autopista en Sulphur

La Autopista Estatal 7 o State Highway 7 (abreviado SH-7) es una autopista de 242.2 km en el sur de Oklahoma. Esta larga autopista conecta varios pueblos en el área "Little Dixie" de Oklahoma. Va desde la Interestatal 44 en Lawton hasta la 69/US-75 en Atoka

## Descripción de la ruta
Desde su término occidental en el intercambio con la Interestatal 44 y el Boulevard Lee en Lawton, SH-7 es una autopista multilane. Corre derecho al este de Lawton 16 kilómetros antes de cruzar la carretera estatal 65 en la comunidad no incorporada de Pumpkin Center. Continúa hacia el este por 22 km más en un tramo recto de la carretera con solo curvas muy leves, evitando la ciudad de Central High, antes de la cruzar la US-81 al norte de Duncan.
La SH-7 y la US-81 se superposicionan por 9.7 km a través de Duncan, después de eso la autopista se divide hacia el este de otra vez, todavía como una autopista multicarril, a pesar de que se reduce a dos carriles después de unos kilómetros. Luego la autopista pasa a través del pueblo de Velma antes de encontrarse con la SH-76 en Ratliff City. La sección sur de la SH-74 la cual aproximadamente refleja el trayecto de la SH-76, tiene su término sur en la SH-7 11 km adelante, cerca a Tatums.
Después de cruzar la Interestatal 35, la autopista de nuevo pasa a ser una autopista multicarril. 4 km adelante, se encuentra con la US-77 cerca a Davis. Al otro lado de Davis, la SH-7 es el término norte de la SH-110, una ruta conectora al pueblo de Dougherty. 3 km al oeste de Sulphur, la SH-7 viaja 9 km más, donde se encuentra con la Autopista 1.

## Historia
SH-7 es una autopista que pasa a través del sur de Oklahoma cuyo término occidental era en la frontera de Texas, al oeste de Hollis y término del este en la frontera de Arkansas al este de Broken Bow. La ruta del SH-7 fue truncada en sus secciones del este y del oeste durante los años 60 y los años 70 pues éstos eran concurrentes con US-62 entre la frontera de Tejas y Lawton y con US-70 entre Broken Bow y la frontera de Arkansas. La porción del este de SH-7 que era concurrente con US-70 entre Broken Bow y la frontera de Arkansas fue truncada en 1963 a su ensambladura con US-70 en Broken Bow.
 La sección occidental de SH-7 concurrente con US-62 de Lawton a la frontera de Texas fue truncada en 1970,Cuando el término occidental de la carretera fue empujado de nuevo a la intersección de Cache Road (US-62) y de la carretera de Sheridan en Lawton, y algunos kilómetros más lejos detrás en 2003 a su término actual en la carretera interestatal 44 en Lawton del este.